# Hamoukar
(Tell) Hamoukar (Arabisch: حموقار) is een archeologische site in het noordoosten van Syrië. In vergelijking met andere ruïneheuvels (tell) in de streek met vindplaatsen uit het 3e millennium in noordelijk Mesopotamië is Hamoukar vrij groot.

## Ligging
Hamoukar ligt in de regio Jazira in de bestuursregio Al-Hasaka, op acht kilometer ten westen van de grens met buurland Irak. De site is een verhoogd gebied in het stroomgebied van de Khabur-rivier. In tegenstelling tot andere sites in de nabijheid ligt Hamoukar niet bij een zijarm van die rivier. De site ligt op de oude handelsroute tussen Ninive en Aleppo.

## Opgraving
Hamoukar stond al lang genoteerd als een plaats die moest worden opgegraven. In 1999 werd begonnen met de opgraving van de site door een samenwerking van het Oriental Institute van de University of Chicago en het Syrische Directoraat-Generaal van Antiquiteiten en Musea. Gevonden potscherven tonen aan dat het een nederzetting gaat die bewoond werd van het 4de tot het 3de millennium voor Christus, tijdens de Urukperiode. Opgravingswerken tonen verder aan dat de stad rond 3500 v.Chr vernietigd werd door oorlog.

De ontdekking van Hamoukar betekent mogelijk ook dat de samenleving in die periode geavanceerd genoeg was om qua grootte en structuur als een stad beschouwd te worden. Dat betekent dan ook dat zo'n stad mogelijk was voor er geschreven taal bestond. Voordien werd aangenomen dat het schrift noodzakelijk was om de complexiteit van een stad op te bouwen. Volgens archeologen kende de stad haar hoogtepunt rond 2400 v.Chr, nog voor andere steden als Uruk en Obeid in Mesopotamië. Toen leefden naar schatting 10 tot 20 duizend mensen op 2 vierkante kilometer, wat Hamoukar de grootste stad uit haar periode maakte.
| Noord-Mesopotamië 3e millennium | Noord-Mesopotamië 3e millennium |
| Vindplaats                      | Grootte                         |
| ------------------------------- | ------------------------------- |
| Tell Taya                       | 155 ha                          |
| Tell Mozan                      | 120-150 ha                      |
| Tell Hamoukar                   | 105 ha                          |
| Kazane Höyük                    | 100 ha                          |
| Tell Khoshi                     | 92 ha                           |
| Tell Leilan                     | 90 ha                           |
| Tell Hadhail                    | 90 ha                           |
| Tell Farfara                    | 75 ha                           |
| Tell al-Hawa                    | 66 ha                           |
| Tell Chuera                     | 65 ha                           |
| Tell Brak                       | 40-65 ha                        |